# 維港智能
維港智能（英語：Victor The Winner），是一匹在香港和日本出賽的賽駒，早期練馬師是沈集成，後期練馬師是游達榮，競賽生涯中一勝國際一級賽。

## 簡介
週歲時，「維港智能」於2020 Inglis Melbourne Premier 周歲拍賣會由陳浩燊（Denys Chan）以金河顧問有限公司及朱潤流名義以180,000澳元成交。
2022年9月11日，「維港智能」於馬季開鑼日首次出賽便一出即勝，打開其在港的勝利之門。
2023年4月15日，「維港智能」取得三連捷，而這場勝利亦是同季第五捷，表現出色。賽後，練馬師沈集成表示過往馬兒需要有足夠休息才能夠發揮得好，但今次在一個月內再次出賽，是因應潘頓的建議，而且馬主也同意這個決定。但今場馬兒末段有些少力羽，雖然仍然能夠贏馬，但打算讓牠休息足夠才再跑，暫時將以6月4日的三級賽沙田銀瓶為目標。
2023年6月4日，田泰安策騎「維港智能」出戰國際三級賽沙田銀瓶，在少負頭馬「金鑽貴人」20磅之下取得一席第二名。賽前，田泰安說道：「『維港智能』今仗較『金鑽貴人』少負20磅。雖然『金鑽貴人』是匹星級佳駟，但20磅差距很大。此外，大部分對手今季已拼搏甚多，所以『維港智能』來到季尾遇上這些強敵，只需負115磅的優勢很大。我曾策騎『維港智能』試閘，我當然知道馬兒的評分與『金鑽貴人』差距頗大，但『金鑽貴人』要戰勝也絕非易事，因為我認為『維港智能』是一匹質素上乘的佳駟。『維港智能』季內一直表現良好，只有一、兩仗略為失準。沈集成了解牠的性能，讓牠短暫休息養精蓄銳，看來有助馬兒發揮本身最高水準。」
2023年9月10日，田泰安策騎「維港智能」勝出第一班盃賽香港特區行政長官盃，以直領到底的姿態擊敗當時全球評分最高的短途佳駟「金鑽貴人」。賽後，田泰安說道：「我們賽前已就此賽的步速進行研究，希望能迅速出閘，繼而上前領先，事實上，於首四百米能從容單騎領放後，我已知勝利在望，因馬兒的走勢實在相當輕鬆。直路上當我作出催策時，牠亦能進一步增速。此外，由於近期不穩定的天氣，令好些賽駒在操練上遇到阻滯，但反觀我們已進行了兩課試閘，當中馬兒最近的一課的試閘表現，更令我覺得牠自上季之後進步甚多。今日我見到下雨之後，我便認為『金鑽貴人』遇此場地狀況且在負頂磅下任務將甚艱巨，結果我們亦能把握機會，一切順利。我認為『維港智能』仍在不斷進步中，上仗牠的演出相當優異，無疑牠日後將要面對更多更強的對手，但馬兒在取得多捷後亦信心培增，未來可望牠能再上一層樓，在更高的水準中建功立業。」練馬師沈集成說道：「經過首次試閘後，我已知道牠定非池中物，當時我已向馬主表示：『馬兒首次出賽時記緊帶同你的太太一同進場，牠將甚具勝望。』今仗贏馬而評分再進一步攀升後，牠將進軍平磅的賽事，希望馬兒能在分級賽中一展實力，而12月的短途大賽（浪琴香港短途錦標）將會是牠的目標所在。牠確是匹好馬，今日在濕地上得以負輕磅作賽，亦遇上合適步速，田泰安在步速掌控方面可說是妙到毫顛，令牠順利掄元。」
2024年1月28日，梁家俊策騎「維港智能」勝出國際一級賽百週年紀念短途盃，以優異姿態擊敗包括「金鑽貴人」及「福逸」等強手。賽後，梁家俊說道：「我真的很興奮，感謝馬主及練馬師給我寶貴機會夥拍此駒上陣。雖然我們排外檔起步，但馬兒出閘反應敏捷，讓我們佔得先機，並且順利領放。牠早段跑來輕鬆自在，跑至最後五百米，我知道坐騎在末段應可交出強橫後勁，很幸運地，我們奪下這場頭馬。」被問到早段能夠如此輕鬆單獨領放，是否令他感到有點意外時，梁家俊答道：「我們非常幸運，這形勢對我們來說確是最好不過。」練馬師沈集成說道：「他在賽事首段造出二十四秒多的慢步速，速度控制方面確是無懈可擊。我為我的馬房團隊、馬主以及梁家俊感到十分高興。當馬兒順利放出後，我想我們或有機會取勝，牠在陣上跑來十分強悍，領放時更具威力。」沈集成亦表示他將會考慮安排此駒出戰三月二十四日，在日本中京競馬場舉行的一級賽高松宮紀念賽（1200米）。他說：「我已為牠報爭這項日本1200米短途賽，且看馬兒賽後體力恢復如何，我稍後將會決定讓牠留在香港，抑或於三月派遣牠到日本出賽。其實我考慮安排牠到日本上陣已有好一段時間，牠在晨課操練時，跑左轉時表現往往比右轉為佳，因此我們可以給牠機會到海外一試。」
2024年3月24日，梁家俊策騎「維港智能」角逐日本中京競馬場的國際一級賽高松宮紀念賽，取得第三名，落後頭馬的日本代表「消暑樂祭」三個馬位之後過終點。賽後，梁家俊說道：「牠的表現非常出色，馬兒出閘清脆俐落，牠看來比在香港時更具新鮮感，因此牠上前取得領先後，跑來有點重口。臨場場地頗為軟慢，對牠來說，這不是最理想的狀況，但牠的發揮已算甚佳。跑至最後三百五十米，我開始催策馬兒並指示牠加速，當時我們處於上坡途程，因此牠跑來看似有點吃力，衝勢僅屬一般。縱然如此，我對牠仍感到自豪，牠已跑了一場十分出色的賽事。」他續說：「我們嘗試讓牠採取主動，牠起步後跑來亦相當順暢。我讓馬兒順勢競跑，但牠卻與我有點鬥口，畢竟這是牠首次在這個馬場作賽。我喜愛日本，很高興今次有機會在日本策馬出賽，我希望不久後可以重臨這裡。對馬兒來說，這是一項莫大挑戰，今仗是此駒首度在左轉場地上角逐，牠同時亦須應付上坡及軟慢場地。牠今季季初曾在沙田跑黏地勝出一項賽事，但牠在該仗只負輕磅115磅，而此駒今次須負128磅，兩場賽事的負磅形勢截然不同。在最後直路上，馬兒展現了不俗加速力，但當我們跑至上斜一段途程時，牠未能進一步加速。我隨即指示馬兒繼續衝前，但牠未能交出更強勁的反應。我得感謝此駒馬主及練馬師的支持，讓我來到這裡策牠上陣，我希望將來可以再次到海外出賽為港爭光。」練馬師沈集成說道：「馬兒跑了精彩一仗，我對牠的表現感到自豪，我亦感謝今次為牠征戰日本的馬房團隊，他們做得非常出色。梁家俊亦然，他今仗的鞍上發揮值得一讚。」
其後，「維港智能」再出賽五次（包括短途馬錦標），仍未再有好表現，於2024年12月12日轉投游達榮訓練。

## 同父馬
曾於香港服役出賽並曾勝出大賽的同父馬包括：
- 幸運快車：曾勝出第一班盃賽樂聲盃（2021）
- 多巴先生：曾勝出G3 柏加碟（英语：Frank Packer Plate）（2021）、G3 皇太后紀念盃（2022）、G3 百週年紀念銀瓶（2023）
- 驕陽明駒：曾勝出G3 沙田銀瓶（2025）、四歲系列賽香港經典一哩賽（2024）、四歲系列賽香港經典盃（2024）

## 在港勝出賽事全紀錄
| 比賽日期   | 賽事名稱                   | 賽事班次 | 賽道 | 賽事路程 | 比賽馬場 | 名次 | 完成時間 | 騎師   |
| ---------- | -------------------------- | -------- | ---- | -------- | -------- | ---- | -------- | ------ |
| 11/09/2022 | 二東山讓賽                 | 第四班   | 草地 | 1200米   | 沙田馬場 | 1    | 1:09.37  | 潘明輝 |
| 20/11/2022 | 中銀香港中銀理財讓賽       | 第三班   | 草地 | 1200米   | 沙田馬場 | 1    | 1:08.11  | 麥道朗 |
| 24/01/2023 | 發財讓賽                   | 第三班   | 草地 | 1200米   | 沙田馬場 | 1    | 1:08.96  | 布文   |
| 19/03/2023 | 佳龍駒讓賽                 | 第二班   | 草地 | 1200米   | 沙田馬場 | 1    | 1:08.20  | 潘頓   |
| 15/04/2023 | 人才發展1200米讓賽         | 第二班   | 草地 | 1200米   | 沙田馬場 | 1    | 1:08.80  | 潘頓   |
| 10/09/2023 | 香港特區行政長官盃（讓賽） | 第一班   | 草地 | 1200米   | 沙田馬場 | 1    | 1:09.87  | 田泰安 |
| 28/01/2024 | 百週年紀念短途盃           | G1       | 草地 | 1200米   | 沙田馬場 | 1    | 1:09.43  | 梁家俊 |

## 在港一級賽出賽全紀錄
| 比賽日期   | 賽事名稱         | 賽事班次 | 賽道 | 賽事路程 | 比賽馬場 | 名次 | 完成時間 | 騎師   |
| ---------- | ---------------- | -------- | ---- | -------- | -------- | ---- | -------- | ------ |
| 10/12/2023 | 浪琴香港短途錦標 | G1       | 草地 | 1200米   | 沙田馬場 | 4    | 1:09.57  | 麥道朗 |
| 28/01/2024 | 百週年紀念短途盃 | G1       | 草地 | 1200米   | 沙田馬場 | 1    | 1:09.43  | 梁家俊 |
| 28/04/2024 | 主席短途獎       | G1       | 草地 | 1200米   | 沙田馬場 | 7    | 1:10.43  | 梁家俊 |
| 08/12/2024 | 浪琴香港短途錦標 | G1       | 草地 | 1200米   | 沙田馬場 | 14   | 1:11.06  | 梁家俊 |
| 19/01/2025 | 百週年紀念短途盃 | G1       | 草地 | 1200米   | 沙田馬場 | 8    | 1:09.07  | 梁家俊 |
| 27/04/2025 | 主席短途獎       | G1       | 草地 | 1200米   | 沙田馬場 | 9    | 1:09.08  | 田泰安 |

## 在港以外大賽出賽全紀錄
| 比賽日期   | 賽事名稱   | 賽事班次 | 賽道 | 賽事路程 | 比賽馬場   | 名次 | 完成時間 | 騎師   |
| ---------- | ---------- | -------- | ---- | -------- | ---------- | ---- | -------- | ------ |
| 24/03/2024 | 高松宮紀念 | G1       | 草地 | 1200米   | 中京競馬場 | 3    | 1:09.40  | 梁家俊 |
| 29/09/2024 | 短途馬錦標 | G1       | 草地 | 1200米   | 中山競馬場 | 6    | 1:07.40  | 莫雷拉 |

## 外部連結
- . 2023-09-10  [2023-09-10]. （原始内容存档于2024-01-28）.
- . 2024-01-28  [2024-01-28]. （原始内容存档于2024-01-29）.
- . 2024-03-05  [2024-03-05]. （原始内容存档于2024-03-13）.
- . 2024-03-12  [2024-03-12]. （原始内容存档于2024-03-13）.
- . 2024-03-21  [2024-03-21].
- . 2024-03-22  [2024-03-22]. （原始内容存档于2024-03-22）.
- . 2024-03-24  [2024-03-24]. （原始内容存档于2024-03-26）.